# U.S. Men's Clay Court Championships 2001 - Qualificazioni doppio
Le qualificazioni del doppio  dell'U.S. Men's Clay Court Championships 2001 sono state un torneo di tennis preliminare per accedere alla fase finale della manifestazione. I vincitori dell'ultimo turno sono entrati di diritto nel tabellone principale. In caso di ritiro di uno o più giocatori aventi diritto a questi sono subentrati i lucky loser, ossia i giocatori che hanno perso nell'ultimo turno ma che avevano una classifica più alta rispetto agli altri partecipanti che avevano comunque perso nel turno finale.
Le qualificazioni del doppio del torneo U.S. Men's Clay Court Championships 2001 prevedevano 4 coppie partecipanti di cui una è entrata nel tabellone principale.

## Teste di serie
1. Jurij Ščukin /  Andrej Stoljarov (primo turno)

1. Lars Burgsmüller /  Orlin Stanojčev (ultimo turno)

## Tabellone

### Legenda
| - Q = Qualificato - WC = Wild card - LL = Lucky loser | - ALT = Alternate - SE = Special Exempt - PR = Protected Ranking | - w/o = Walkover - r = Ritirato - d = Squalificato |

|  | Primo turno | Primo turno                      | Primo turno                      | Primo turno | Primo turno |  |  | Ultimo turno | Ultimo turno                     | Ultimo turno | Ultimo turno | Ultimo turno |  |
|  |             |                                  |                                  |             |             |  |  |              |                                  |              |              |              |  |
|  |             | George Bastl Irakli Labadze      | George Bastl Irakli Labadze      | 6           | 6           |  |  |              |                                  |              |              |              |  |
|  | 1           | Jurij Ščukin Andrej Stoljarov    | Jurij Ščukin Andrej Stoljarov    | 2           | 2           |  |  |              | George Bastl Irakli Labadze      | 4            | 6            | 7            |  |
|  | 2           | Lars Burgsmüller Orlin Stanojčev | Lars Burgsmüller Orlin Stanojčev | 6           | 7           |  |  | 2            | Lars Burgsmüller Orlin Stanojčev | 6            | 2            | 65           |  |
|  |             | Vince Spadea Dmitrij Tursunov    | Vince Spadea Dmitrij Tursunov    | 2           | 5           |  |  |              |                                  |              |              |              |  |